# 曹來旬
曹來旬（1471年—？），字伯良，河南開封府鄭州人，匠籍，明朝政治人物、詩人。

## 生平
弘治八年（1495年）乙卯科河南鄉試第二十一名舉人，弘治九年（1496年），登丙辰科三甲第一百零九名進士。历直隸高陽縣知縣，升监察御史，正德六年（1511年）以武昌府知府改永州府知府。以忤逆权臣而去。

## 事跡
曾重修柳子庙。

## 家族
曾祖曹秉文；祖父曹敬；父曹宗璉，貢士。母路氏。重庆下。